# 匡才
匡 才（きょう さい、1188年 - 1252年）は、モンゴル帝国に仕えた漢人将軍の一人。邳州下邳県の出身。
『元史』には立伝されていないが『雪楼集』巻5「匡氏褒徳之碑」にその事蹟が記され、『新元史』にはこれらを元にした列伝が記されている。

## 略歴
匡才は元々は金朝に仕えて武略将軍・邳徐兵馬都巡使に任命された人物であった。モンゴル帝国第2代皇帝オゴデイの親征によって1232年（壬辰）に金朝が滅ぶと、1234年（甲午）に匡才はモンゴル軍の大帥の岱斉に降った。この時、匡才は ｢邳州・徐州は南宋の北辺に近く、付近にある南宋領の銅山・孟山・宿遷・桃源・睢口は皆要害の地です。今勝勢に乗じてこれらの要塞を奪取しなければ、邳州・徐州を守ることは難しいでしょう」と進言し、大帥もこの進言を認めて南宋領への出兵を匡才に委ねた。匡才は百家奴とともに上記の五城を攻略した上、南宋軍の馬都統・王都統を捕虜とする功績を挙げた。この功績により、匡才は沂邳東河監軍に任じられている。
1236年（丙申）、邳州人の袁万が叛乱を起こした上、密かに南宋の将軍である李都統と結託して邳州を襲った。しかし匡才は南宋軍を撃退することに成功し、南宋兵1万を斬ったという｡ この功績により沂邳東河監軍・諸路兵馬使の地位を加えられた。
1238年（戊戌）、徐州守将の張彦が叛乱を起こし、南宋の将の鮑太尉とともに攻めてきたが、匡才はこれも撃退し、丘太尉ら20人あまりを捕虜とした。これによって匡才の地位は沂邳東河元帥・建武軍節度副使に進んでいる。しかし1252年（壬子）に再び南宋軍が大挙して侵攻してきた時には、衆寡敵せず、敗れて65歳にして亡くなった。

## 家族
匡才の妻の高氏は誇り高い人物として知られており、以下のような逸話が知られている。1240年（庚子）に匡才が始めてモンゴル軍の陣営を訪れた時、賊が隙を狙って邳州を急襲し、高氏は攫われてしまった。しかし高氏は駕籠に乗せられても屈せず、自ら刀で顔に傷を付けて地に倒れ、これを見た賊が死んでしまったと判断したことにより、高氏は逃れることができた。匡才は後に賊を討った後、その田を「夫人荘」と名付けたという。匡才が討ち死にしたとき、夫人は35歳であったが、誰にも再嫁しないことを誓ったとされる。
匡才と高氏の間の生まれたのが匡国政で、匡才が戦死した時は僅かに6歳であった。匡才を討った南宋軍が州に迫った時に高氏と匡国政は逸れてしまい、高氏は命の危険を冒して死体の間を捜し歩き、無事再開することができたという。1262年（中統3年）に李璮が叛乱を起こしたときには、これに乗じて邳州に出兵した南宋軍の攻撃を避けて淮安に逃れている。
1276年（至元13年）に南宋が滅ぶと、匡国政は配下の300戸あまりを率いて北方に移住し、承事郎・揚子県丞を授かった。母の高氏が50歳頃に病にかかった時には薬を求めて快癒に努め、最終的に高氏は89歳の長命を保ち亡くなった。周囲の者達は「父は忠義に死し、母は貞節を守り、子は孝行を尽くした。どれか一つであっても行うのは難しいのに、全てを果たしたのはいかに困難であったか」と評したという。